# Systemtheoretische Literaturwissenschaft
Bei der systemtheoretischen Literaturwissenschaft (auch: systemtheoretisch orientierte Literaturwissenschaft) handelt es sich um denjenigen Zweig des zeitgenössischen literatursoziologischen Diskurses, der methodologisch an die Prämissen der struktur-funktionalen soziologischen Systemtheorie des amerikanischen Gesellschaftstheoretikers Talcott Parsons (1902–1979) und vor allem deren Weiterentwicklung durch den deutschen Soziologen Niklas Luhmann (1927–1998) anschließt.

Titelseite von Niklas Luhmanns kunsttheoretischem Hauptwerk

Seit den 1990er Jahren hat dieser primär an Luhmanns kunsttheoretischem Hauptwerk Die Kunst der Gesellschaft (1995) sowie an andere kunstsoziologische Schriften Luhmanns anknüpfende Ansatz zunehmend an Einfluss gewonnen und gehört mittlerweile, trotz teils gehöriger Rezeptionsprobleme, die nicht zuletzt auf der zweifellos hohen Abstraktionslage der Luhmannschen Systemtheorie beruhen, zum kanonisierten Bestand der literaturtheoretischen Methodendiskussion innerhalb der Literaturwissenschaft.
Mit ihrer weitgehenden Ausblendung psychisch prozessierter Autorintentionen während des Produktionsprozesses, ihrem prinzipiellen Verzicht auf eine Analyse der Psychologie der Rezeptionsakte sowie ihrer relativen Distanz gegenüber einer reinen Einzeltextexegese im Sinne eines close reading reiht sich die systemtheoretische Literaturwissenschaft in die Tradition der kontextorientierten Literaturtheorien ein und wird der Literatursoziologie zugerechnet. Allerdings wird die in der literatursoziologischen Tradition bedeutsame Widerspiegelungstheorie des Marxismus ebenso strikt abgelehnt wie andere Formen des sozialen Determinismus. An ihre Stelle rückt der nicht-kausale Begriff der Emergenz.
Die systemtheoretische Literaturwissenschaft übernimmt Luhmanns Universalitätsanspruch und ist somit auf prinzipiell alle literarischen Phänomene anwendbar. In der bisherigen wissenschaftlichen Praxis haben sich jedoch Literaturgeschichte, Ästhetik, Gattungsgeschichte und -theorie, Liebesroman und -semantik sowie die Literatur um 1800 als Hauptarbeitsfelder erwiesen, da Luhmann davon ausgeht, dass um die Wende vom 18. zum 19. Jahrhundert eine Umstellung der primären Differenzierungsform der Gesellschaft von Stratifikation auf funktionale Differenzierung erfolgt. Mittlerweile rücken aber auch zunehmend die vormoderne Literatur sowie die literarische Produktion des 20. Jahrhunderts ins Blickfeld systemtheoretisch inspirierter Literaturwissenschaft.
Zwar bildet die Systemtheorie einen eigenen Zweig innerhalb der soziologischen Theoriebildung, trotzdem bestehen aber partielle Affinitäten und bestimmte theoretische Überschneidungen etwa mit der Medienwissenschaft, Interdiskursanalyse, historischen Diskursanalyse, der Feldtheorie sowie anderen überindividuell orientierten Ansätzen in den Kulturwissenschaften.
Bislang arbeiten vor allem Germanisten, Anglisten sowie Romanisten mit den Theoremen der systemtheoretischen Literaturwissenschaft, vor allem im deutschsprachigen Raum sowie in den Niederlanden.

## Grundlagen
Gemeinsam ist den unterschiedlichen Ansätzen innerhalb der systemtheoretischen Literaturwissenschaft die Ansicht, dass sich der Literaturbetrieb der Moderne in seinem Verhältnis zum Rest der Gesellschaft, aber auch im Verhältnis zu sich selbst, am besten als ausdifferenziertes Sozialsystem mit spezifischer Funktion, stabiler Leitdifferenz und miteinander konkurrierenden Programmen beschreiben lässt.
Ausgegangen wird innerhalb des systemtheoretischen Paradigmas von der Existenz eines autonomen und selbstreferentiellen Literatursystems, das sich klar von anderen Sozialsystemen, die in ihrer Totalität die Gesamtgesellschaft ausmachen, unterscheidet. Dabei regeln die systeminternen Strukturen sowohl innersystemische Prozesse als auch, über strukturelle Kopplungen, die Intersystembeziehungen des Literatursystems mit anderen Sozialsystemen, wie etwa dem Wirtschaftssystem, Erziehungssystem, Politiksystem, Religionssystem usw. Da die Sozialsysteme stets mittels interner Strukturen eigene Perspektiven auf die Wirklichkeit hervorbringen, die mitunter deutlich voneinander abweichen können, wird die systemtheoretische Literaturwissenschaft erkenntnistheoretisch dem Konstruktivismus zugerechnet.
Literarisches Handeln bzw. literarische Kommunikation, die klar von psychisch prozessierten Autorintentionen oder dem Rezeptionsprozess getrennt wird, kann nur innerhalb der Grenzen des Literatursystems vollzogen werden, welches zwar eine eigene unverwechselbare Identität besitzt, gleichzeitig aber auch fundamentale strukturelle Gemeinsamkeiten mit anderen Sozialsystemen aufweist und insofern einen spezifischen, nicht aber einzigartigen oder irgendwie privilegierten Beitrag zur Konstruktion sozialer Realität insgesamt leistet. So erfüllt literarische Kommunikation eine nur ihr eigene Funktion, bedient sich dabei eines eigenen symbolischen generalisierten Kommunikationsmediums und verwendet einen eigenen systemspezifischen Code, dessen gegenläufige Werte mittels literarischer Programme definiert werden – genau so, wie dies auch in den übrigen Sozialsystemen der modernen Gesellschaft geschieht. Dabei wird das Literatursystem als operativ geschlossen konzipiert, d. h. literarische Kommunikation kann erfolgreich nur in Form von Werken vollzogen werden, die als symbolisch generalisierte Kommunikationsmedien dafür sorgen, dass Literatur in eine wiedererkennbare, vertraute und unverwechselbare Form gebracht wird.
Über die Programmebene hält sich das Literatursystem aber strukturell jederzeit potentiell für außerliterarische Ideen offen, also etwa für politische Weltbilder, religiöse Überzeugungen oder bestimmte Moralvorstellungen, die allerdings mit innerliterarischen Werten verrechnet werden müssen und innerhalb des literarischen Werkes nicht zur Dominante werden dürfen, wenn noch von Literatur die Rede sein soll.

## Theorieansätze

Siegel der Ruhr-Universität Bochum

Siegel der Universität Leiden

Es existieren mehrere, teils miteinander konkurrierende, teils einander ergänzende literatursoziologische Ansätze, die unter dem Oberbegriff der systemtheoretischen Literaturwissenschaft gehandelt werden und meist aus dem Fachgebiet der Germanistik, aber auch aus dem der Anglistik stammen. Zu diesen gehören die Empirische Literaturwissenschaft (ELW), das Bochumer Modell sowie das Leidener Modell.
Während die ELW eine Weiterentwicklung der strukturfunktionalen Systemtheorie des US-amerikanischen Soziologen Talcott Parsons darstellt, basieren die an der deutschen Ruhr-Universität Bochum sowie der niederländischen Universität Leiden entwickelten Modelle vornehmlich auf der an Parsons anknüpfenden funktional-strukturalistischen Systemtheorie Niklas Luhmanns. Die beiden letztgenannten Modelle übernehmen im Gefolge Luhmanns auch das Konzept der Autopoeisis der chilenischen Biologen Humberto Maturana sowie Francisco Varela und versuchen, Luhmanns nur am Rande auf den Literaturbetrieb Bezug nehmende Kunstsoziologie so weiterzuentwickeln, dass sie auch auf literarische Phänomene angewendet werden kann.
Daneben existieren noch weitere auf Luhmann zurückgehende Ansätze, die meist von einzelnen Literaturwissenschaftlern wie z. B. dem Anglisten Dietrich Schwanitz, dem Romanisten Hans Ulrich Gumbrecht sowie den Germanisten Oliver Jahraus und Oliver Sill vertreten werden und von den beiden genannten Hauptströmungen mehr oder minder stark abweichen bzw. diesen neue Aspekte hinzufügen ohne im engeren Sinne eigene Schulen zu begründen. So entstanden im Verlauf der 2000er Jahre beispielsweise Studien, die sich der gesellschaftlichen Funktion der Literatur und ihrer Codierung widmen oder das Verhältnis von Bewusstsein und Kommunikation im Medium der Literatur thematisieren.

### Empirische Literaturwissenschaft
Die ELW gehört zu den akademisch erfolgreichsten Varianten systemtheoretisch orientierter Literaturwissenschaft. Sie geht auf Überlegungen des deutschen Literaturwissenschaftlers Siegfried J. Schmidt zurück und stellt eine speziell auf den modernen Literaturbetrieb ausgerichtete Weiterentwicklung der von Parsons entwickelten Theorie der Handlungssysteme dar. Ebenfalls auf Parsons gehen die Arbeiten einer in den 1980er Jahren agierenden Arbeitsgruppe um Jörg Schönert zurück, die unter dem Einfluss Georg Jägers in den 1990er Jahren schließlich in einen kritischen Dialog mit dem Luhmannschen Ansatz eintrat.

### Das Bochumer Modell
Das Bochumer Modell fußt auf Luhmanns Kommunikationstheorie und dem seitens Luhmann vom Philosophen Gotthard Günther übernommenen Theorem der Polykontexturalität. Das daraus abgeleitete Programm einer polykontexturalen Literaturwissenschaft weist eine gewisse, vor allem wissenschaftspraktische Nähe zu den diskursanalytischen Ansätzen in der Literaturtheorie auf. Neben systemimmanenten Prozessen und der Frage nach der gesellschaftlichen Funktion sowie der Codierung literarischer Kommunikation werden auch die Intersystembeziehungen berücksichtigt, die das Literatursystem mit anderen Sozialsystemen unterhält. Dabei wird die Literaturgeschichte in Fortsetzung einer von den russischen Formalisten begründeten Tradition als Prozess literarischer Evolution konzipiert.
Die Hauptexponenten des Bochumer Modells sind die Germanisten Gerhard Plumpe und Niels Werber. Ihr Programm einer „polykontexturalen Literaturwissenschaft“ wurde in den frühen 1990er Jahren an der Ruhr-Universität Bochum entwickelt und fußt auf den kommunikationstheoretischen Grundlagen der Luhmannschen Theorie sozialer Systeme. Dabei wird versucht, deren begriffliches Instrumentarium auf die literarische Kommunikation zu übertragen. Das Literatursystem der funktional differenzierten Gesellschaft, das in Luhmanns Kunstsoziologie nur ganz am Rande Erwähnung findet, wird dabei als autonom, aber nicht hermetisch abgeschlossen konzipiert. Damit unterscheidet sich das Bochumer Modell deutlich von bekannten, auf Werkimmanenz setzenden literaturtheoretischen Schulen wie etwa dem angelsächsischen New Criticism. Im Rückgriff auf ausschließlich interne Strukturen versucht das Literatursystem, seine nicht-literarische Umwelt auf literaturfähiges Material hin abzusuchen und dieses in die eigene Kommunikationweise, sprich die literarischen Werke, zu inkorporieren.

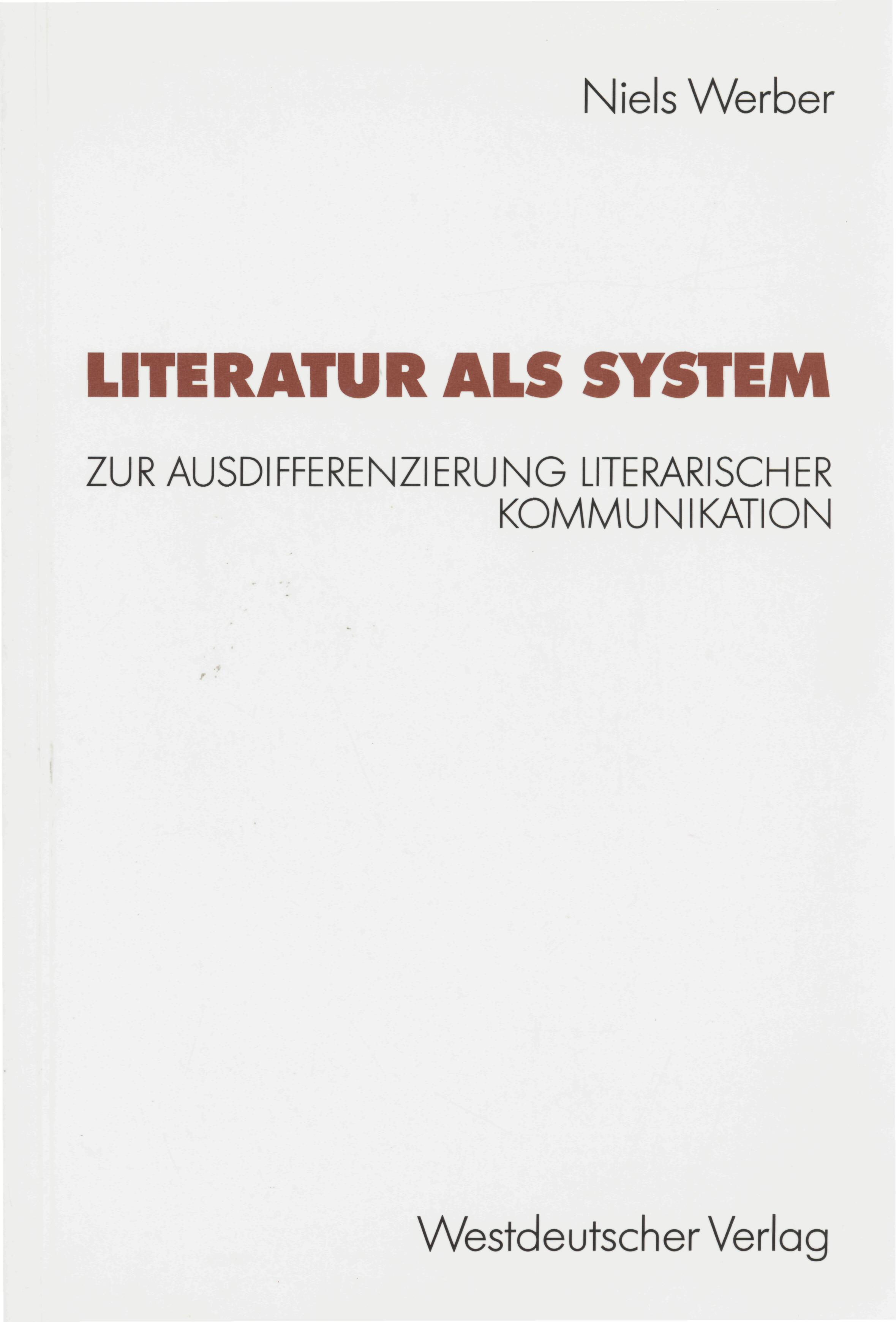
Titelansicht von Literatur als System

Die soziale Funktion, die der literarischen Kommunikation im Bochumer Modell zugeschrieben wird, besteht darin, dass im Zuge empirisch nachweisbarer, allmählich wachsender Freizeitkontingente ein ständig zunehmender Bedarf an Unterhaltung innerhalb der Gesellschaft entstand, der schließlich Ende des 18. Jahrhunderts zur Etablierung eines hierfür exklusiv zuständigen autonomen Funktionssystems der Literatur führte, das man als Subsystem des Kunstsystems ansehen kann und das bis heute existiert.
Als Leitdifferenz literarischer Kommunikation, auf die alle Mitteilungen systemintern zugeschnitten sind, bestimmen Plumpe und Werber die Dichotomie interessant/langweilig. Es handelt sich dabei um einen asymmetrischen Präferenzcode, d. h. nur eine Seite der Leitdifferenz, nämlich der positive Wert interessant, wird generell immer angestrebt. Innerhalb des Literatursystems bedeutet das praktisch, dass etwa von Autorenseite immer wieder aufs Neue versucht wird, interessant, nicht langweilig zu sein – natürlich mit unterschiedlichem Erfolg und auf unterschiedliche Art und Weise, d. h. mit unterschiedlichen stilistischen Mitteln. Dabei bleibt die Leitdifferenz selbst aber immer unverändert die gleiche und verleiht dem System ein hinreichendes Maß an innerer Stabilität.
Trotz des allumfassenden Zuschnitts auf die Leitdifferenz interessant/langweilig herrscht allerdings Uneinigkeit darüber, wie das Interessante konkret dichterisch zu gestalten sei. Damit ist die konfliktträchtige Ebene der im Literatursystem miteinander widerstreitenden Programme angesprochen. Gemeint sind damit gegensätzliche Versuche der theoretischen Reflexion darüber, wie interessante literarische Werke konkret zu gestalten seien, d. h. es geht darum, wie man den positiven Wert des Präferenzcodes der Literatur aufrufen bzw. „programmieren“ kann. Im Kontrast zur stabilen Leitdifferenz des Literatursystems sind die literarischen Programme somit einem ständigen Wandel ausgesetzt, d. h. es wird immer wieder nach neuen Wegen gesucht, interessant zu werden oder zu bleiben und dabei konkurrierende Versuche seitens anderer Autoren auszustechen. Dabei werden die literarischen Werke im Anschluss an Luhmanns Medientheorie als symbolisch generalisierte Kommunikationsmedien verstanden.
Ihr Forschungsprogramm definieren Plumpe und Werber in nuce wie folgt: „Ist die Literatur ein Sozialsystem unserer Gesellschaft, dann beobachtet Literatur all jene Systeme, die sich in ihrer Umwelt befinden: etwa die Wirtschaft, die Politik oder das Recht. [...] Das derart unterscheidende und beobachtende Literatursystem muß dabei permanent unterscheiden, was es für poesiefähig hält und was nicht. Diese Entscheidung ist historischem Wandel unterworfen. [...] Stabil bleibt bei wechselnder Themenvorgabe allerdings [...] die Frage, ob die aus der Umwelt ins System der Literatur importierten Themen interessante oder langweilige Unterhaltung versprechen. Beobachtungen der Literatur interessieren sich in diesem Sinne primär für die literarischen Reize ihrer Umwelt, die die Literatur in Texte zu integrieren versteht, um damit ihr Publikum zu erreichen - und nicht, um etwa die ökonomischen oder politischen Verhältnisse zu verändern. Solche durchaus möglichen Effekte der Literatur auf ihre Umwelt sind Zurechnungen, die von literaturexternen Beobachtern vorgenommen werden.“
Mit den Grundannahmen des Bochumer Modells arbeitet auch der Anglist Christoph Reinfandt von der Universität Tübingen. Ihm geht es insbesondere um eine jenseits der althergebrachten Unterscheidung zwischen Individuum und Gesellschaft liegende Präzisierung des Verhältnisses zwischen literarischer Kommunikation und den an ihr beteiligten Leserpsychen vor dem Hintergrund der Entwicklung des modernen englischen Romans. Luhmanns Begriff der Leistung, der das Verhältnis der Sozialsysteme untereinander beschreibt, wird dabei von Reinfandt auf das Verhältnis von Literatursystem und den an ihm partizipierenden Bewusstseinssystemen ausgedehnt. Beide Systemtypen stehen laut Reinfandt in einem wechselseitigen "Konstitutionszusammenhang", wobei die vom Literatursystem für die Leserpsychen erbrachte Leistung vor allem in der "Sinngebung" gesehen wird.
2011 wurde das Bochumer Modell um den Vorschlag erweitert, neben der Leitdifferenz interessant/langweilig einen Nebencode (literarisch) wertvoll/wertlos zu veranschlagen, der vor allem von der Literaturkritik verwendet wird und sowohl für die Genese des Sekundärmediums personal zurechenbarer Autorenreputation als auch für die Etablierung eines systemeigenen sozialen Gedächtnisses verantwortlich zeichnet. Eingedenk der ständig wachsenden Zahl literarischer Neuerscheinungen, die Jahr für Jahr den Buchmarkt überschwemmen und systemintern für einen heftigen Überschuss an Informationen sorgen, benötigt das Literatursystem einen Selektionsmechanismus, der effizient zwischen relevanten und irrelevanten neuen Werken diskriminiert. Dabei wird die große Mehrheit der Neuerscheinungen durch Aufruf des negativen Wertes des Nebencodes bzw. durch Nichtbeachtung des entsprechenden Werkes dem Vergessen preisgegeben.

#### Epochen moderner literarischer Kommunikation

Titelansicht von Epochen moderner Literatur

Was die Gestaltungsweisen der literarischen Werke angeht, bestehen laut Plumpes systemtheoretischem Modell vier prinzipielle Möglichkeiten der Relationierung literarischer Elemente zu neuen Werken, d. h. grob gesagt, literarische Werke lassen sich grundsätzlich auf vier verschiedene Weisen herstellen. Diese werden als Romantik, Realismus, Ästhetizismus sowie Avantgarde identifiziert. Die altbekannten Epochenbegriffe der Literaturwissenschaft erfahren dabei eine systemtheoretisch fundierte Neudefinition, von der eine gewinnbringende Präzisierung der als wenig trennscharf empfundenen orthodoxen Epochenbezeichnungen, wie sie der Traditionsbestand der Germanistik liefert, erhofft wird. In diesem Zusammenhang wird auch die aus der Geistesgeschichte und der von ihr beeinflussten Hermeneutik stammende Vorstellung einer relativ rational und linear ablaufenden Literaturgeschichte ersetzt durch den bereits 1927 vom russischen Formalisten Juri Tynjanow in den literaturtheoretischen Diskurs eingeführten Begriff der literarischen Evolution. Dabei geht Plumpe von folgenden unterscheidungsleitenden Kriterien aus, nach denen sich literarische Werke klassifizieren lassen:
- Unter Romantik werden alle dichterischen Formierungsversuche erfasst, die vornehmlich die Autonomie des Literatursystems gegenüber allen anderen Funktionssystemen der entstehenden funktional differenzierten, in unterschiedliche Teilbereiche sich gliedernden Gesellschaft akzentuieren: Zum Medium für literarischen Formgewinn wird hier damit System-Umwelt-Grenze selbst.[16]

- Realistische Literatur dagegen geht bereits von der Existenz literarischer Autonomie aus, importiert außerliterarische Theorien sozialer Wirklichkeit (z. B. die Freudsche Psychoanalyse oder den Historischen Materialismus von Karl Marx) ins bereits etablierte Literatursystem und gestaltet ihre Werke dementsprechend als Psychodramen, Gesellschaftsromane usw. Dabei kann es nicht Aufgabe der Literatur sein, ihre Umwelten deckungsgleich abzubilden; die beobachtete Umwelt wird stattdessen bis zu einem gewissen Grad "verklärt" und auf diese Art und Weise literaturförmig gemacht.[17]

- Ästhetizistische Literatur wiederum konzentriert sich vornehmlich auf systeminterne Potenziale, nutzt primär das Verständigungsmedium der Sprache für literarische Formgewinne und setzt dabei ganz auf Sprachschönheit, stilistisches Raffinement und einen generell hohen Grad an Poetizität, der relativ unabhängig vom literarischen Genre ist.[18]

- Die Avantgarde schließlich verfolgt ein dezidiertes Entdifferenzierungsanliegen und stellt sich gegen die Aufsplittung der modernen Gesellschaft in funktionale Teilsysteme. Sie will insbesondere die zu Beginn des 20. Jahrhunderts bereits verfestigte Systemgrenze zwischen Literatursystem und Politiksystem aufweichen, um mit Literatur Politik machen zu können. Dabei ging es stets um eine radikale Umwälzung der herrschenden gesellschaftlichen Verhältnisse, was teilweise auch zu vorübergehender oder dauerhafter Bejahung totalitärer Tendenzen führte.[19]

Mit diesen vier Formierungsweisen sind ungefähr seit den frühen 1930er Jahren alle prinzipiellen Möglichkeiten der Herstellung literarischer Werke nach Maßgabe der Systemtheorie ausgereizt. Zeitgenössische Autoren sind daher gezwungen, ihre literarischen Leistungen als Innovationen auszugeben, die sie in Wirklichkeit nicht sind, sondern lediglich Neuauflagen und Rekombinationen von Altbekanntem: Neo-Realismus, Neo-Avantgarde usw. Diese Phase, die bis in die Gegenwart andauert, bezeichnet Plumpe im begrifflichen Anschluss an den deutschen Romanisten Hans Robert Jauß daher auch als die relativ diffuse Epoche des "Postismus".

### Das Leidener Modell
Das Leidener Modell des Textverstehens baut auf den Theoremen der Intertextualität und der Kontextmarkierung auf. Ferner wird von der Prämisse ausgegangen, dass im Medium der Schriftlichkeit prozessierte Kommunikation genauso von Ereignishaftigkeit geprägt sei wie mündliche Interaktionssysteme. Am Leidener Institut für Systemtheorie und Humanoria (kurz LISH) unter Federführung der Germanisten Matthias Prangel und Henk de Berg entwickelt, ist das Leidener Modell als weitere wichtige Variante systemtheoretischer Literaturwissenschaft zu sehen. Allerdings handelt es sich nicht um einen neuerlichen Versuch, Funktion und Leitdifferenz des Literatursystems der modernen Gesellschaft zu bestimmen. Es basiert vielmehr auf einer Reinterpretation der Kommunikationstheorie Luhmanns vor dem Hintergrund traditioneller hermeneutischer und semantischer bzw. semasiologischer, also die Bedeutungserzeugung betreffender Erwägungen, die mit Luhmanns Kommunikationskonzept verbunden werden sollen, um die literaturwissenschaftliche Anwendbarkeit der soziologischen Systemtheorie zu erhöhen.
Im Zentrum der Überlegungen steht dabei der an Luhmanns Adresse gerichtete Vorwurf, den Begriff der Ereignishaftigkeit, der einen schnellen Verlust der Aktualität einer bereits getätigten Mitteilung impliziert, vor allem für mündlich prozessierte Kommunikation reserviert zu haben. Prangel und de Berg, der seit 1996 an der Universität Sheffield lehrt und sich in den letzten Jahren stärker der Geistesgeschichte zugewandt hat, gehen im Gegensatz dazu davon aus, dass auch im Medium der Schriftlichkeit vollzogene Kommunikation, die im Literatursystem den Normalfall darstellt, von Ereignishaftigkeit geprägt sei und daher gleichermaßen rapide an Aktualität verliere. Dabei wird eine doppelte Abgrenzung gegenüber dem ahistorischen Strukturalismus sowie der Dekonstruktion vorgenommen: Laut der Leidener Rekonstruktion geht Luhmanns Kommunikationsmodell weder von einem synchronen Verweisungsnetz, das den Zeichen aus ihren fixen differenziellen Abständen zu den anderen Zeichen heraus eine feste kontextunabhängige Bedeutung zuweist, noch von einem unendlichen Spiel der Differenzen aus, das zu einer permanenten Verschiebung von Bedeutungen und damit zu immer wieder neuen Lesarten führt, weil es innerhalb dieses synchronen Verweisungsnetzes keine Fixpunkte mit dauerhaft stabiler Semantik gebe, die eine bestimmte Lesart über längere Zeiträume hinweg favorisieren würden.
Luhmann habe stattdessen nachgewiesen, dass sich jede Kommunikation immer in Differenz zum im gleichen Moment nicht Mitgeteilten, also in „Differenz zu einem Kontext anderer Möglichkeiten“ konstituiere, der als „Abhebungskontext“ gewissermaßen die Negativfolie der tatsächlich aktualisierten Kommunikation im Rahmen einer historisch einmaligen Konstellation bilde und eine werkimmanente Analyse literarischer Texte bzw. Werke verbiete. Allerdings habe Luhmann diese Einsicht nicht konsequent genug auf die Ebene der im Medium der Schrift stattfindenden Erzeugung von Textbedeutungen übertragen, weshalb eine systemtheoretische Literaturwissenschaft bei der Analyse von Texten deren „Kontextdifferenzgebundenheit“ angemessen zu berücksichtigen, sprich zu rekonstruieren habe, was das Konzept in große Nähe zu den Theorien der Intertextualität bringt. Aus diesem Grunde wird das Leidener Modell auch als Text/Kontext-Differenz-Modell gehandelt.

## Kunst- und literatursoziologische Veröffentlichungen von Luhmann
- Luhmann, Niklas: "Ist Kunst codierbar?", In: Schmidt, Siegfried J. (Hg.): ‘Schön’: Zur Diskussion eines umstrittenen Begriffs. München, 1976, S. 60–95.
- Luhmann, Niklas: "Das Problem der Epochenbildung und die Evolutionstheorie", In: Gumbrecht, Hans Ulrich/Link-Heer, Ursula (Hgg.): Epochenschwellen und Epochenstrukturen im Diskurs der Literatur und Sprachhistorie. Frankfurt/M., 1985, S. 11–33.
- Luhmann, Niklas: "Das Medium der Kunst", In: DELFIN, Heft VII, 1986, S. 6–15.
- Luhmann, Niklas: "Das Kunstwerk und die Selbstreproduktion von Kunst", In: Gumbrecht, Hans Ulrich/Pfeiffer, Karl Ludwig (Hgg.): Stil. Geschichten und Funktionen eines kulturwissenschaftlichen Diskurselementes. Frankfurt/M., 1986, S. 620–672.
- Luhmann, Niklas: "Weltkunst", In: Ders./Bunsen, Frederick D./Baecker, Dirk (Hgg.): Unbeobachtbare Welt. Über Kunst und Architektur. Bielefeld, 1990, S. 7–45.
- Luhmann, Niklas: "Die Evolution des Kunstsystems", In: Kunstforum 124, 1993, S. 221–228.
- Luhmann, Niklas: Die Kunst der Gesellschaft. Frankfurt/M., 1995.
- Luhmann, Niklas: "Die Ausdifferenzierung des Kunstsystems", In: Calleen, Justinus Maria (Hg.): Was ist das: Kunst? Ein interdisziplinäres Symposion. Stuttgart, 1998, S. 111–156.
- Luhmann, Niklas: Aufsätze und Reden. Stuttgart, 2001.
- Luhmann, Niklas: Schriften zu Kunst und Literatur. Frankfurt/M., 2008.

## Sekundärliteratur

### Überblicksdarstellungen
- Binczek, Natalie: "Systemtheorie", In: Schneider, Jost (Hg.): Lexikon Methodengeschichte der Germanistik, Berlin/New York, 2009, S. 701–720.
- Jahraus, Oliver/Schmidt, Benjamin Marius: "Systemtheorie und Literatur. Teil III. Modelle Systemtheoretischer Literaturwissenschaft in den 1990ern", In: Internationales Archiv für Sozialgeschichte der Literatur (IASL), Bd. 23, Heft 1, Tübingen, 1998, S. 66–111.
- Jahraus, Oliver: "Niklas Luhmann (1927-1998)", In: Martínez, Matías/Scheffel, Michael (Hgg.): Klassiker der modernen Literaturtheorie. München, 2010, S. 280–300.
- Köppe, Tilmann/Winko, Simone: "Systemtheorie der Literatur", In: Dies. (Hgg.): Neuere Literaturtheorien. Eine Einführung, Stuttgart, 2008, S. 175–188.
- Kretzschmar, Dirk: "Niklas Luhmanns Systemtheorie und ihre literaturwissenschaftlichen Anwendungsfelder", In: Ders. (Hg.): Textbeschreibungen, Systembeobachtungen. Neue Studien zur russischen Literatur im 20. Jahrhundert. Dortmund, 1997, S. 1–41.
- Müller, Harro (Hg.): "Systemtheorie / Literaturwissenschaft", In: Bogdal, Klaus-Michael (Hg.): Neue Literaturtheorien. Eine Einführung. Opladen, 1997, S. 208–224.
- Ort, Claus-Michael: "Systemtheorie" In: Burdorf, Dieter/Fasbender, Christoph/Moennighoff, Burkhard (Hgg.): Metzler Lexikon Literatur. Begriffe und Definitionen. Stuttgart/Weimar, 2007, S. 748–749.
- Plumpe, Gerhard/Stöckmann, Ingo: "Systemtheorie", In: Müller, Jan-Dirk (Hg.): Reallexikon der deutschen Literaturwissenschaft. Berlin/New York, 2003, S. 561–564.
- Reinfandt, Christoph: "Systemtheorie", In: Nünning, Ansgar (Hg.): Metzler Lexikon Literatur- und Kulturtheorie. Stuttgart, 1998, S. 521–523.

### Bochumer Modell
- Berlemann, Dominic: Wertvolle Werke. Reputation im Literatursystem, Bielefeld, 2011.
- Plumpe, Gerhard: Ästhetische Kommunikation der Moderne, 2 Bde., Opladen, 1993.
- Plumpe, Gerhard/Werber, Niels: "Literatur ist codierbar. Aspekte einer systemtheoretischen Literaturwissenschaft", In: Schmidt, Siegfried J.: Literaturwissenschaft und Systemtheorie. Positionen, Perspektiven, Kontroversen. Opladen, 1993, S. 9–43.
- Plumpe, Gerhard: Epochen moderner Literatur. Ein systemtheoretischer Entwurf. Opladen, 1995.
- Plumpe, Gerhard: "Literatur als System", In: Fohrmann, Jürgen/Müller, Harro (Hgg.): Literaturwissenschaft. München, 1995, S. 103–116.
- Reinfandt, Christoph: Der Sinn der fiktionalen Wirklichkeiten. Heidelberg, 1997.
- Reinfandt, Christoph: Romantische Kommunikation. Zur Kontinuität der Romantik in der Kultur der Moderne. Heidelberg, 2003.
- Stöckmann, Ingo: Vor der Literatur. Eine Evolutionstheorie der Poetik Alteuropas. Tübingen, 2001.
- Werber, Niels: Literatur als System. Zur Ausdifferenzierung literarischer Kommunikation. Opladen, 1992.
- Werber, Niels: "Nur Kunst ist Kunst", In: Soziale Systeme, Heft 1, Opladen, 1996, S. 166–177.
- Werber, Niels: Liebe als Roman. Zur Koevolution intimer und literarischer Kommunikation. München, 2003.

### Leidener Modell
- de Berg, Henk: "Die Ereignishaftigkeit des Textes", In: Ders./Prangel, Matthias (Hgg.): Kommunikation und Differenz. Systemtheoretische Ansätze in der Literatur- und Kunstwissenschaft. Opladen, 1993, S. 32–52.
- de Berg, Henk/Prangel, Matthias: "Noch einmal: Systemtheoretisches Textverstehen. Eine Antwort auf Lutz Kramatschkis Kritik am 'Leidener Modell'", In: Dies. (Hgg.): Systemtheorie und Hermeneutik. Tübingen, 1997, S. 117–142.
- Prangel, Matthias: "Zwischen Dekonstruktionismus und Konstruktivismus. Zu einem systemtheoretisch fundierten Ansatz von Textverstehen", In: Henk de Berg u. Ders. (Hgg.): Kommunikation und Differenz. Systemtheoretische Ansätze in der Literatur- und Kunstwissenschaft. Opladen, 1993, S. 9–31.
- Prangel, Matthias: "Kontexte – aber welche? Mit Blick auf einen systemtheoretischen Begriff 'objektiven' Textverstehens", In: de Berg, Henk/Ders. (Hgg.): Differenzen. Systemtheorie zwischen Dekonstruktion und Konstruktivismus. Tübingen, 1995, S. 153–170.

### Sammelbände
- Böhm, Elisabeth/Gansel, Christina (Hgg.): Systemtheorie, In: Mitteilungen des Deutschen Germanistikverbandes 58, H. 4 (2011).
- de Berg, Henk/Prangel, Matthias (Hgg.): Kommunikation und Differenz. Systemtheoretische Ansätze in der Literatur- und Kunstwissenschaft. Opladen, 1993.
- de Berg, Henk/Prangel, Matthias (Hgg.):  Differenzen. Systemtheorie zwischen Dekonstruktion und Konstruktivismus. Tübingen, 1995.
- de Berg, Henk/Prangel, Matthias (Hgg.):  Systemtheorie und Hermeneutik. Tübingen, 1997.
- Fohrmann, Jürgen/Müller, Harro (Hgg.): Systemtheorie der Literatur. München, 1996.
- Plumpe, Gerhard/Werber, Niels (Hgg.): Beobachtungen der Literatur. Aspekte einer polykontexturalen Literaturwissenschaft. Opladen, 1995.
- Schmidt, Siegfried J. (Hg.): Literaturwissenschaft und Systemtheorie. Positionen, Kontroversen, Perspektiven. Opladen, 1993.
- Werber, Niels (Hg.): Systemtheoretische Literaturwissenschaft: Begriffe – Methoden – Anwendungen. Berlin, 2011.

### Sonstige
- Jahraus, Oliver: Literatur als Medium. Sinnkonstitution und Subjekterfahrung zwischen Bewusstsein und Kommunikation. Weilerswist, 2003.
- Schreiber, Dominik: Literarische Kommunikation. Zur rekursiven Operativität des Literatursystems. In: Textpraxis. Digitales Journal für Philologie. Nr. 1 (2010)
- Schwanitz, Dietrich: Systemtheorie und Literatur. Ein neues Paradigma. Opladen, 1990.
- Sill, Oliver: Literatur in der funktional differenzierten Gesellschaft. Systemtheoretische Perspektiven auf ein komplexes Phänomen. Opladen, 2001.